# L'Étoile du Nord (film, 1982)
Pour les articles homonymes, voir L'Étoile du Nord.
Pour plus de détails, voir Fiche technique et Distribution.
L'Étoile du Nord est un film français réalisé par Pierre Granier-Deferre d'après le roman Le Locataire de Georges Simenon, et sorti en salles en 1982.

## Synopsis
Pendant les années 1930, Édouard Binet, un aventurier qui a été pendant des années en Égypte, fait la connaissance d'un homme d'affaires très riche, Nemrod Loktum, et d'une jeune danseuse belge, Sylvie Baron. Il voyage avec eux dans le train Paris-Bruxelles (l'Étoile du Nord). Nemrod est assassiné dans le train par Édouard. Il a entamé une relation avec Sylvie. Arrivé à Bruxelles, il s'installe chez la mère de Sylvie qui tient une pension de famille à Charleroi. Malgré les soupçons de la jeune sœur de Sylvie, Antoinette, et des autres pensionnaires, Madame Baron est charmée par les histoires invraisemblables d'Édouard et par ses manières élégantes et distinguées. Mais la police le retrouve et l'arrête, il est condamné à la relégation et Madame Baron est là sur le quai de l'île de Ré avec les familles des autres condamnés le jour où ils sont menés au navire qui va les transporter au bagne de Cayenne.

## Fiche technique
- Titre : L'Étoile du Nord
- Réalisation : Pierre Granier-Deferre, assisté de Frédéric Blum
- Adaptation : Jean Aurenche, Michel Grisolia, Pierre Granier-Deferre, d'après le roman Le Locataire de Georges Simenon
- Dialogues : Jean Aurenche et Michel Grisolia
- Musique : Philippe Sarde
- Photographie : Pierre-William Glenn
- Décors : Dominique André
- Montage : Jean Ravel
- Son : Michel Desrois
- Genre : drame
- Pays de production :  France
- Langue : français
- Sortie cinéma : 31 mars 1982
- Durée : 120 min
- Lieux de tournage : Hôtel Métropole, place de Brouckère à Bruxelles ; Charleroi ; puits no 18 (Puits Parent) du charbonnage de Monceau Fontaine à Marchienne ; Goury...
- Affiche : René Ferracci (France)

## Distribution
- Philippe Noiret : Édouard Binet
- Simone Signoret : Mme Baron
- Fanny Cottençon : Sylvie Baron
- Jean Rougerie : M. Baron
- Julie Jézéquel : Antoinette Baron
- Jean-Yves Chatelais : Valesco
- Jean-Pierre Klein : Moïse
- Michel Koniecny : Domb
- Jean Dautremay : l'ingénieur
- Patricia Malvoisin : Arlette
- Gamil Ratib : Nemrod Loktum
- Liliana Gerace (it) : Jasmina
- Malek Kateb (crédité Malek Eddine Kateb) : Youssef
- Dominique Zardi : le réceptionniste de l'hôtel
- Pierre Forget : Albert

## Distinctions

### Récompense
- Césars 1983 : César de la meilleure actrice dans un second rôle pour  Fanny Cottençon

### Nominations
- Césars 1983 : 
  - César de la meilleure actrice pour Simone Signoret
  - César du meilleur espoir féminin pour Julie Jézéquel
  - César du meilleur montage pour Jean Ravel